# Medical Design
Medical Design ist eine Spezialisierung im Industriedesign, die sich mit der Gestaltung von Produkten und Prozessen im Gesundheitssektor beschäftigt.

## Spezialisierung
Da für das professionelle Gestalten im medizinischen Bereich eine enge Zusammenarbeit mit Ärzten oder medizinischem Personal, sowie ein explizites Fachwissen bezüglich der Gesetze, Normen, Sicherheitsbeschränkungen und weiteren Rahmenbedingungen Voraussetzung ist, haben sich Designer und Designbüros teilweise oder auch ausschließlich auf das Medical Design konzentriert.

## Anforderungen
Das Anliegen des Medical Designs ist es, eine möglichst optimale Unterstützung für die Nutzer der Produkte, also Ärzte, Klinik- und Praxispersonal sowie für die Patienten zu leisten. Dies sind einerseits die Verbesserungen der Funktionalität und Bedienbarkeit von Produkten auf Nutzerseite, die die Handhabung und den Ablauf von Prozessen reibungsloser und sicherer machen.  Die Berücksichtigung der Hygiene hat schon in der Planung einen hohen Stellenwert.

## Erweiterung
Ursprünglich bezog sich der Begriff Medical Design hauptsächlich auf Medizintechnik, also auf Geräte, Produkte und Verbrauchsmaterial aus dem medizinischen Umfeld der Klinik und der Arztpraxis oder auch des Labors. Inzwischen ist eine Erweiterung zu verzeichnen, die auch Gesundheitsprodukte und -prozesse einschließt, die direkt oder ausschließlich vom Patienten bzw. Nutzer in Anspruch genommen werden. Gerade durch den demografischen Wandel in westlichen Gesellschaften ist beispielsweise das Ambient Assisted Living (AAL), also eine technisch unterstützte medizinische Basisbetreuung im häuslichen Umfeld, in den Fokus gerückt.